# Dominion (песня)
«Dominion» — песня британской рок-группы The Sisters of Mercy. Была выпущена в качестве второго сингла альбома Floodland в феврале 1988 года. В версии альбома Floodland, песня имеет название «Dominion/Mother Russia», поскольку в конце трека играет аутро «Mother Russia». Автором текста является Эндрю Элдрич. Продюсерами выступили Ларри Александер, сам Элдрич и Джим Стайнман.
Песня достигла 7 места в Irish Singles Chart, 13 места в UK Singles Chart и 30 места в Billboard Dance Club Songs chart. Также песня звучит на вымышленной радиостанции Liberty Rock Radio 97.8 в игре 2008 года Grand Theft Auto IV.

## О песне
В данной песне Элдрич скрыл резкую антиамериканскую критику, «приправленную» Чернобыльской ядерной катастрофой.
На момент релиза он также заявил, что вторая часть песни, «Mother Russia», является призывом к западу сдать Берлин в пользу СССР, комментируя это словами: «[потому что] в реальности они уже контролируют город. Глупо притворяться, что это не так».
Сингл был записан в 1987 году в Power Station Studios, в Манхэттене, в Нью-Йорке. Как и в сингле «This Corrosion», продюсер Джим Стайнман добавил вокальные партии хора New York Choral Society. Полная версия сингла включает в себя две части: «Dominion» и аутро «Mother Russia». «Dominion» была выпущена в виде отдельного сингла.

## Список композиций
- Автор всех песен — Эндрю Элдрич, за исключением «Emma[англ.]», написанная Эрролом Брауном и Тони Уилсоном.

7"
- Merciful Release / MR43

| №  | Название   | Длительность |
| -- | ---------- | ------------ |
| 1. | «Dominion» | 3:43         |

| №  | Название    | Длительность |
| -- | ----------- | ------------ |
| 1. | «Untitled»  | 3:38         |
| 2. | «Sandstorm» | 1:49         |

12"
- Merciful Release / MR43T

| №  | Название   | Длительность |
| -- | ---------- | ------------ |
| 1. | «Dominion» | 5:06         |
| 2. | «Untitled» | 3:36         |

| №  | Название    | Длительность |
| -- | ----------- | ------------ |
| 1. | «Sandstorm» | 1:46         |
| 2. | «Emma»      | 6:23         |

CD
- Merciful Release / MR43CD

| №  | Название     | Длительность |
| -- | ------------ | ------------ |
| 1. | «Dominion»   | 5:06         |
| 2. | «Untitled»   | 3:36         |
| 3. | «Sandstorm»  | 1:46         |
| 4. | «Ozymandias» | 4:19         |

Cassette
- Merciful Release / MR43C

| №  | Название   | Длительность |
| -- | ---------- | ------------ |
| 1. | «Dominion» | 5:06         |

| №  | Название     | Длительность |
| -- | ------------ | ------------ |
| 1. | «Untitled»   | 3:36         |
| 2. | «Sandstorm»  | 1:46         |
| 3. | «Ozymandias» | 4:19         |

## Позиция в чартах
| Чарт (1988)                      | Высшая позиция |
| -------------------------------- | -------------- |
| Ирландия (IRMA)                  | 7              |
| Великобритания (OCC UK Singles)  | 13             |
| США (Billboard Dance Club Songs) | 30             |